# Pyrois effusa
Amphipyra effusa là một loài bướm đêm trong họ Noctuidae.